# Giải Goya cho nữ diễn viên chính xuất sắc nhất
Giải Goya cho nữ diễn viên chính xuất sắc nhất (tiếng Tây Ban Nha: Premio Goya a la mejor interpretación femenina protagonista) là một giải Goya dành cho nữ diễn viên đóng vai chính trong một phim, được bầu chọn là xuất sắc nhất. Giải này được lập từ năm 1986.

## Các diễn viên đoạt giải & được đề cử

### Thập niên 1980
| Năm  | Diễn viên             | Tên phim tiếng Anh                        | Tên gốc                                  |
| ---- | --------------------- | ----------------------------------------- | ---------------------------------------- |
| 1986 | Amparo Rivelles       | Hay que deshacer la casa                  | Hay que deshacer la casa                 |
| 1986 | Victoria Abril        | Time of Silence                           | Tiempo de silencio                       |
| 1986 | Ángela Molina         | Half of Heaven                            | La mitad del cielo                       |
| 1987 | Verónica Forqué       | The Happy Life                            | La vida alegre                           |
| 1987 | Victoria Abril        | El Lute: Run for Your Life                | El lute: camina o revienta               |
| 1987 | Irene Gutiérrez Caba  | The House of Bernarda Alba                | La casa de Bernada Alba                  |
| 1988 | Carmen Maura          | Women on the Verge of a Nervous Breakdown | Mujeres al borde de un ataque de nervios |
| 1988 | Victoria Abril        | Bâton Rouge                               | Bâton Rouge                              |
| 1988 | Ana Belén             | Miss Caribe                               | Miss Caribe                              |
| 1988 | María Fernanda d'Ocón | Caminos de tiza                           | Caminos de tiza                          |
| 1988 | Ángela Molina         | Lights and Shadows                        | Luces y sombras                          |
| 1989 | Rafaela Aparicio      | The Sea and the Weather                   | El mar y el tiempo                       |
| 1989 | Victoria Abril        | If They Tell You I Fell                   | Si te dicen que caí                      |
| 1989 | Ana Belén             | The Flight of the Dove                    | El vuelo de la paloma                    |
| 1989 | Verónica Forqué       | Going South Shopping                      | Bajarse al moro                          |
| 1989 | Ángela Molina         | The Things of Love                        | Las cosas del querer                     |

### Thập niên 1990
| Năm  | Diễn viên          | Tên phim tiếng Anh                      | Tên gốc                                         |
| ---- | ------------------ | --------------------------------------- | ----------------------------------------------- |
| 1990 | Carmen Maura       | ¡Ay, Carmela!                           | ¡Ay, Carmela!                                   |
| 1990 | Victoria Abril     | Tie Me Up! Tie Me Down!                 | ¡Átame!                                         |
| 1990 | Charo López        | Lo más natural                          | Lo más natural                                  |
| 1991 | Silvia Munt        | Butterfly Wings                         | Alas de mariposa                                |
| 1991 | Victoria Abril     | Lovers                                  | Amantes                                         |
| 1991 | Maribel Verdú      | Lovers                                  | Amantes                                         |
| 1992 | Ariadna Gil        | The Age of Beauty                       | Belle époque                                    |
| 1992 | Penélope Cruz      | Jamón, jamón                            | Jamón, jamón                                    |
| 1992 | Assumpta Serna     | The Fencing Master                      | El maestro de esgrima                           |
| 1993 | Verónica Forqué    | Kika                                    | Kika                                            |
| 1993 | Carmen Maura       | Shadows in a Conflict                   | Sombras en una batalla                          |
| 1993 | Emma Suárez        | The Red Squirrel                        | La ardilla roja                                 |
| 1994 | Cristina Marcos    | All Men Are the Same                    | Todos los hombres sois iguales                  |
| 1994 | Ana Belén          | Turkish Passion                         | La pasión turca                                 |
| 1994 | Ruth Gabriel       | Running Out of Time                     | Días contados                                   |
| 1995 | Victoria Abril     | Nobody Will Speak of Us When We're Dead | Nadie hablará de nosotras cuando hayamos muerto |
| 1995 | Ariadna Gil        | Antárdida                               | Antárdida                                       |
| 1995 | Marisa Paredes     | The Flower of My Secret                 | La flor de mi secreto                           |
| 1996 | Emma Suárez        | The Dog in the Manger                   | El perro del hortelano                          |
| 1996 | Ana Torrent        | Thesis                                  | Tesis                                           |
| 1996 | Concha Velasco     | Beyond the Garden                       | Más allá del jardín                             |
| 1997 | Cecilia Roth       | Martín (Hache)                          | Martín (Hache)                                  |
| 1997 | Maribel Verdú      | The Lucky Star                          | La buena estrella                               |
| 1997 | Julia Gutiérrez    | The Colour of the Clouds                | El color de las nubes                           |
| 1998 | Penélope Cruz      | The Girl of Your Dreams                 | La niña de tus ojos                             |
| 1998 | Cayetana Guillén   | The Grandfather                         | El abuelo                                       |
| 1998 | Najwa Nimri        | Lovers of the Arctic Circle             | Los amantes del círculo polar                   |
| 1998 | Leonor Watling     | A Time for Defiance                     | La hora de los valientes                        |
| 1999 | Cecilia Roth       | All About My Mother                     | Todo sobre mi madre                             |
| 1999 | Ariadna Gil        | Black Tears                             | Lágrimas negras                                 |
| 1999 | Carmen Maura       | Lisbon                                  | Lisboa                                          |
| 1999 | Mercedes Sampietro | By My Side Again                        | Cuando vuelvas a mi lado                        |

### Thập niên 2000
| Năm  | Diễn viên                             | Tên phim tiếng Anh                        | Tên gốc                                   |
| ---- | ------------------------------------- | ----------------------------------------- | ----------------------------------------- |
| 2000 | Carmen Maura                          | Common Wealth                             | La comunidad                              |
| 2000 | Icíar Bollaín                         | Leo                                       | Leo                                       |
| 2000 | Lydia Bosch                           | You're the One                            | Una historia de entonces                  |
| 2000 | Adriana Ozores                        | Plenilune                                 | Plenilunio                                |
| 2001 | Pilar López de Ayala                  | Mad Love                                  | Juana la Loca                             |
| 2001 | Victoria Abril                        | Don't Tempt Me                            | Sin noticias de Dios                      |
| 2001 | Nicole Kidman                         | The Others                                | The Others                                |
| 2001 | Paz Vega                              | Mine Alone                                | Sólo mía                                  |
| 2002 | Mercedes Sampietro                    | Common Places                             | Lugares comunes                           |
| 2002 | Ana Fernández                         | Story of a Kiss                           | Historia de un beso                       |
| 2002 | Adriana Ozores                        | Nobody's Life                             | La vida de nadie                          |
| 2002 | Leonor Watling                        | My Mother Likes Women                     | A mi madre le gustan las mujeres          |
| 2003 | Laia Marull                           | Take My Eyes                              | Te doy mis ojos                           |
| 2003 | Ariadna Gil                           | Soldiers of Salamina                      | Soldados de Salamina                      |
| 2003 | Adriana Ozores                        | Sleeping Luck                             | La suerte dormida                         |
| 2003 | Sarah Polley                          | My Life Without Me                        | Mi vida sin mí                            |
| 2004 | Lola Dueñas                           | The Sea Inside                            | Mar adentro                               |
| 2004 | Pilar Bardem                          | María querida                             | María querida                             |
| 2004 | Ana Belén                             | Cosas que hacen que la vida valga la pena | Cosas que hacen que la vida valga la pena |
| 2004 | Penélope Cruz                         | Don't Move                                | Non ti muovere                            |
| 2005 | Candela Peña                          | Princesses                                | Princesas                                 |
| 2005 | Adriana Ozores                        | Heroine                                   | Heroína                                   |
| 2005 | Nathalie Poza                         | Hard Times                                | Malas temporadas                          |
| 2005 | Emma Vilarasau                        | Para que no me olvides                    | Para que no me olvides                    |
| 2006 | Penélope Cruz (được đề cử Giải Oscar) | To Return                                 | Volver                                    |
| 2006 | Silvia Abascal                        | La Dama Boba                              | La Dama Boba                              |
| 2006 | Marta Etura                           | Dark Blue Almost Black                    | Azuloscurocasinegro                       |
| 2006 | Maribel Verdú                         | Pan's Labyrinth                           | El laberinto del fauno                    |
| 2007 | Maribel Verdú                         | Seven Billiard Tables                     | Siete mesas de billar francés             |
| 2007 | Blanca Portillo                       | Seven Billiard Tables                     | Siete mesas de billar francés             |
| 2007 | Belén Rueda                           | The Orphanage                             | El orfanato                               |
| 2007 | Emma Suárez                           | Under the Stars                           | Bajo las estrellas                        |
| 2008 | Carme Elías                           | Camino                                    | Camino                                    |
| 2008 | Verónica Echegui                      | My Prison Yard                            | El patio de mi cárcel                     |
| 2008 | Ariadna Gil                           | Just Walking                              | Sólo quiero caminar                       |
| 2008 | Maribel Verdú                         | The Blind Sunflowers                      | Los girasoles ciegos                      |
| 2009 | Lola Dueñas                           | Me Too                                    | Yo, también                               |
| 2009 | Penélope Cruz                         | Broken Embraces                           | Los abrazos rotos                         |
| 2009 | Maribel Verdú                         | Tetro                                     | Tetro                                     |
| 2009 | Rachel Weisz                          | Agora                                     | Agora                                     |

### Thập niên 2010
| Năm  | Đoạt giải và Đề cử | Tên tiếng Anh                  | Tên gốc                        |
| ---- | ------------------ | ------------------------------ | ------------------------------ |
| 2010 | Nora Navas         | Black Bread                    | Pa negre                       |
| 2010 | Emma Suárez        | The Mosquito Net               | La mosquitera                  |
| 2010 | Belén Rueda        | Julia's Eyes                   | Los ojos de Julia              |
| 2010 | Elena Anaya        | Room in Rome                   | Habitación en Roma             |
| 2011 | Elena Anaya        | The Skin I Live In             | La piel que habito             |
| 2011 | Inma Cuesta        | La voz dormida                 | La voz dormida                 |
| 2011 | Verónica Echegui   | Katmandú: Un espejo en el alma | Katmandú: Un espejo en el alma |
| 2011 | Salma Hayek        | La chispa de la vida           | La chispa de la vida           |